# Surco neural

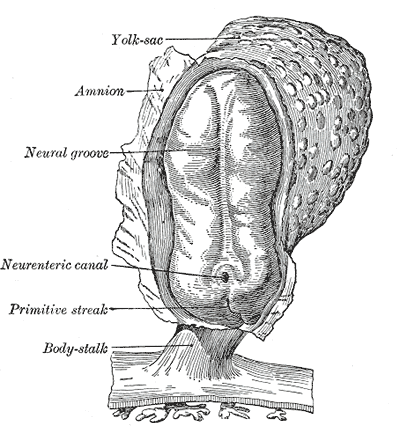
Embrión humano, longitud 2 mm. Vista dorsal, amnios seccionado (x30).

Se le conoce como surco neural, al canal producido después de la etapa de gastrulacióen el embrión, que dará lugar a la formación del tubo neural. La formación del surco sucede del siguiente modo:
Después de la formación de la lámina notocordal situada en el eje antero-posterior del disco embrionario por debajo del ectodermo y por encima del endodermo, las células que la componen proliferan formando un cordón que recorre longitudinalmente el eje medio del disco trilaminar constituyendo así la notocorda. Una vez formada la notocorda, el ectodermo que la recubre aumenta de grosor formando la placa neural que se extiende hacia la línea primitiva. A la tercera semana los bordes laterales se pliegan formando los pliegues neurales y la porción media forma el surco neural. Estos pliegues se acercan a la línea media, se fusionan en la región del futuro cuello, y avanzan en dirección cefálica y caudal formando el tubo neural.
- Datos: Q2267382